# Калугерец
Калугерец (на македонска литературна норма: Калуѓерец) е село в Северна Македония, в община Брод (Македонски Брод).

## География
Селото се намира в областта Поречие на десния бряг на Треска (Голема).

## История
В XIX век Калугерец е село в Поречка нахия на Кичевска каза на Османската империя. В „Етнография на вилаетите Адрианопол, Монастир и Салоника“, издадена в Константинопол в 1878 година и отразяваща статистиката на населението от 1873 година Калугерец (Kalouguéretz) е посочено като село с 14 домакинства с 67 жители българи.
Според статистиката на Васил Кънчов („Македония. Етнография и статистика“) от 1900 година Калугерец е населявано от 180 жители българи християни.
На Етнографската карта на Битолския вилает на Картографския институт в София от 1901 година Калугерец е чисто българско село в Кичевската каза на Битолския санджак с 30 къщи.
Цялото село в началото на XX век е сърбоманско. Според митрополит Поликарп Дебърски и Велешки в 1904 година в Калугерац има 26 сръбски къщи. По данни на секретаря на Българската екзархия Димитър Мишев („La Macédoine et sa Population Chrétienne“) в 1905 година в Калугерец има 160 българи патриаршисти сърбомани.
След Междусъюзническата война в 1913 година селото попада в Сърбия.
Църквата „Свети Никола“ е изградена в 1920 година.
На етническата си карта на Северозападна Македония в 1929 година Афанасий Селишчев отбелязва Калугерец като българско село.
Според преброяването от 2002 година селото има 47 жители – 46 македонци и 1 друг.